# Pýcha

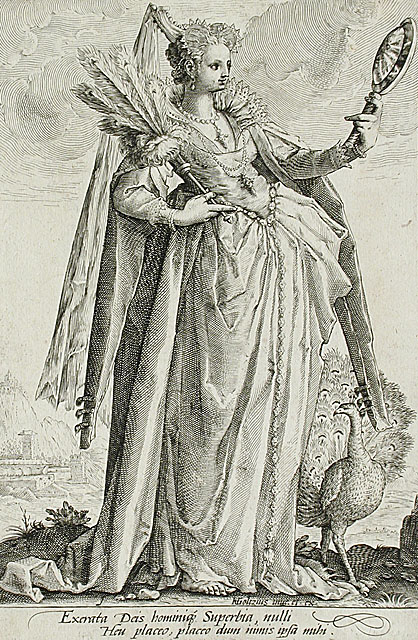
Pýcha, Jacob Matham, 1578

Pýcha (též povýšenost, namyšlenost, zpupnost, latinsky Superbia) je vlastnost spočívající v nadhodnocení vlastní osoby. Prakticky všechny etické a náboženské systémy pohlížejí na pýchu negativně. Křesťanství ji jmenuje jako první ze sedmi hlavních hříchů a považuje ji za prapůvod všeho zla. Opakem neřesti pýchy je ctnost pokory.
Posvátná kniha hinduizmu Mahábhárata obsahuje 40 znaků pýchy:[chybí lepší zdroj]
1. Mám vždy pravdu.
2. Povýšenecký postoj k druhým a nahlížení „z vrchu“.
3. Pocit vlastní důležitosti.
4. Ponižovaní sebe a jiných.
5. Myšlenky, že jste lepší jako jiní, chvástání.
6. Schopnost postavit soupeře do nevýhodného postavení.
7. Kontrola nad situací, ale neochota převzít zodpovědnost.
8. Arogantní postoj, marnivost, přání obhlížet se v zrcadle.
9. Předvádění svého bohatství, oblečení a jiných věcí.
10. Nedovolení jiným aby mi pomohli a neochota pracovat s ostatními.
11. Brát si nadpráci.
12. Práce bez míry.
13. Přilákání pozornosti jiných na sebe.
14. Urážlivost.
15. Nadměrná upovídanost nebo mluvení o svých problémech.
16. Přehnaná citlivost nebo necitlivost.
17. Nadměrná zaujatost vlastní osobou.
18. Myšlenky o tom, co si o vás myslí jiní.
19. Použití slov, které ostatní neznají a nerozumí jim, a víte o tom.
20. Pocit vlastní bezcennosti.
21. Neodpuštění sobě a jiným.
22. Vytváření idolu ze sebe a z jiných.
23. Změna chování v závislosti od toho, s kým si povídáme.
24. Nevděčnost.
25. Ignorovaní malých lidí.
26. Nepozornost (při studiu posvátných knih).
27. Přítomnost podrážděného tónu.
28. Zvyšovaní hlasu v hněvu a zmatku.
29. Neposlušnost vůči vůli Nejvyššího, kritika duchovních učitelů.
30. Nedostatek sebeúcty.
31. Bezohlednost a arogance.
32. Nečestnost vůči sobě a ostatním.
33. Neschopnost přistoupit na kompromis.
34. Touha vždy mít poslední slovo.
35. Neochota sdílet svoje vědomosti kvůli kontrole situace.
36. Nepozornost anebo nadměrná pozornost k fyzickému tělu.
37. Myšlenky o potřebě řešit problémy jiných lidí.
38. Předsudky vůči lidem podle vnějšího vzhledu.
39. Nadměrná sebeúcta.
40. Sarkasmus, humor s pohrdáním, touha popíchnout druhého, obrátit ho na posměch, smát se ostatním.